# Azelia zetterstedtii
Azelia zetterstedtii är en tvåvingeart som beskrevs av Camillo Rondani 1866. Azelia zetterstedtii ingår i släktet Azelia och familjen husflugor. Arten är reproducerande i Sverige. Inga underarter finns listade i Catalogue of Life.